# بوریشوف
بوریشوف (به لاتین: Borišov) یک کوه در اسلواکی است که در Martin District واقع شده‌است. بوریشوف ۱٬۵۰۹٫۵ متر بالاتر از سطح دریا واقع شده‌است.